# خورشیدگرفتگی ۵ نوامبر ۲۰۵۹
خورشیدگرفتگی ۵ نوامبر ۲۰۵۹ (به انگلیسی: Solar eclipse of November 5, 2059) یک خورشیدگرفتگی از نوع خورشیدگرفتگی حلقه‌ای است. این خورشیدگرفتگی در تاریخ ۵ نوامبر ۲۰۵۹ میلادی (‎۱۴ آبان ۱۴۳۸ خورشیدی) روی خواهد داد که زمان اوج آن، ساعت ۹:۱۸:۱۵ به‌وقت ساعت هماهنگ جهانی است. مدت زمان و طول این خورشیدگرفتگی ۷ دقیقه و ۰ ثانیه خواهد بود.